# Lemma von Selberg
Als Lemma von Selberg wird in der Mathematik ein grundlegender Sachverhalt über Untergruppen der allgemeinen linearen Gruppe bezeichnet. (Gelegentlich wird die Bezeichnung Lemma von Selberg auch für den Satz von Malcev, einen anderen grundlegenden Sachverhalt über Untergruppen der allgemeinen linearen Gruppe verwendet.). Es ist nach Atle Selberg benannt.

## Lemma von Selberg
Wenn {\displaystyle K} ein Körper der Charakteristik {\displaystyle 0} ist, dann ist jede endlich erzeugte Untergruppe von {\displaystyle GL(n,K)} virtuell torsionsfrei, das heißt, sie enthält eine torsionsfreie Untergruppe von endlichem Index.
Selberg veröffentlichte seinen Beweis 1960; im Jahr 1976 gab J. W. S. Cassels einen einfacheren Beweis an, ein anderer elementarer Beweis stammt von Roger Alperin.
Eine geometrische Interpretation: Jede 3-dimensionale hyperbolische Orbifaltigkeit wird von einer hyperbolischen Mannigfaltigkeit endlich überlagert, allgemeiner jede nach {\displaystyle SL(n,\mathbb {C} )/SU(n)} oder {\displaystyle SL(n,\mathbb {R} )/SO(n)} modellierte lokal symmetrische Orbifaltigkeit wird von einem lokal symmetrischen Raum endlich überlagert.
Ein Beispiel von M. Kapovich zeigt, dass sich die Aussage des Lemmas nicht auf diskrete Isometriegruppen negativ gekrümmter Mannigfaltigkeiten verallgemeinern lässt.

## Beispiel
{\displaystyle SL(2,\mathbb {Z} )} ist eine endlich erzeugte Untergruppe von {\displaystyle GL(2,\mathbb {R} )}, ein Erzeugendensystem ist zum Beispiel {\displaystyle \left\{A=\left({\begin{array}{cc}0&-1\\1&0\end{array}}\right),B=\left({\begin{array}{cc}1&1\\0&1\end{array}}\right)\right\}}.
{\displaystyle SL(2,\mathbb {Z} )} ist nicht torsionsfrei, zum Beispiel ist {\displaystyle A^{4}=1}, jedoch sind die Kongruenzuntergruppen
{\displaystyle \Gamma (N):=\mathrm {ker} (SL(2,\mathbb {Z} )\to SL(2,\mathbb {Z} /N\mathbb {Z} ))}
Untergruppen von endlichem Index und nach einem klassischen Satz von Minkowski (1887) torsionsfrei für {\displaystyle N\geq 3}.